# Rodessa
Rodessa es una villa ubicada en la parroquia de Caddo en el estado estadounidense de Luisiana. En el Censo de 2010 tenía una población de 270 habitantes y una densidad poblacional de 84,89 personas por km².

## Geografía
Rodessa se encuentra ubicada en las coordenadas 32°58′25″N 93°59′50″O / 32.97361, -93.99722. Según la Oficina del Censo de los Estados Unidos, Rodessa tiene una superficie total de 3.18 km², de la cual 3.18 km² corresponden a tierra firme y (0.08%) 0 km² es agua.

## Demografía
Según el censo de 2010, había 270 personas residiendo en Rodessa. La densidad de población era de 84,89 hab./km². De los 270 habitantes, Rodessa estaba compuesto por el 64.81% blancos, el 31.11% eran afroamericanos, el 0.37% eran amerindios, el 0% eran asiáticos, el 0% eran isleños del Pacífico, el 0% eran de otras razas y el 3.7% pertenecían a dos o más razas. Del total de la población el 2.22% eran hispanos o latinos de cualquier raza.